# 噴霧器

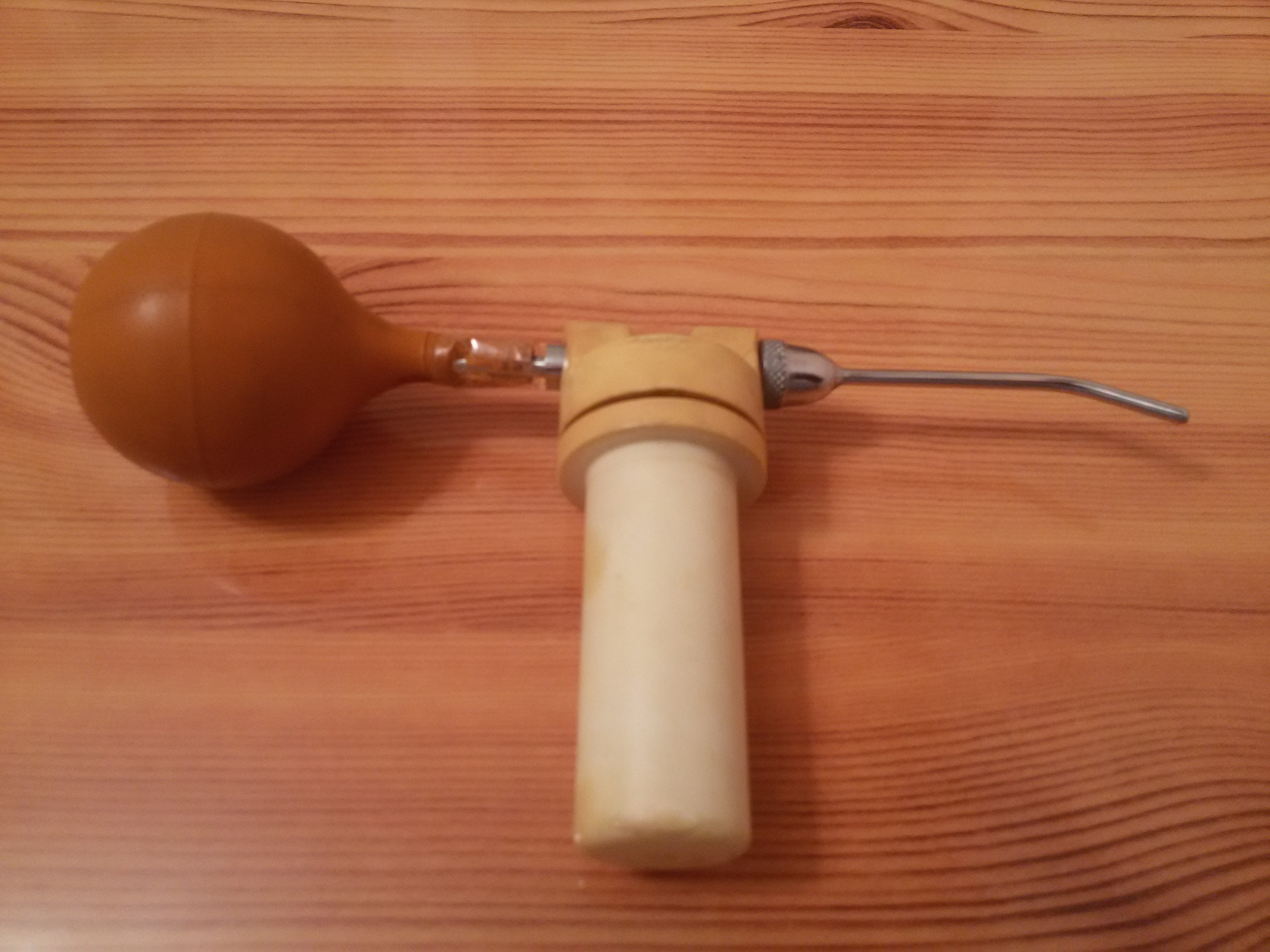
前蘇聯時代的醫用噴霧器

喷雾器（sprayer）是一种用于喷射液体的装置，喷雾器通常用于喷射水、除草剂、驅蟲劑等物質。在农业中，喷雾器是一种用于给农作物噴塗除草剂、杀虫剂和化肥的设备。喷雾器的尺寸有大有小。